# 돈 존슨
돈 존슨(Don Johnson, 1949년 12월 15일 ~ )은 미국의 배우, 제작자, 가수이다. NBC 드라마 《마이애미의 두 형사》(1984-89)를 통해 미국에서 널리 알려졌으며, 이를 통해 골든 글로브상 텔레비전 드라마 시리즈 부문 남우주연상을 수상하고 프라임타임 에미상 드라마 시리즈 부문 남우주연상 후보에 올랐다. 1996년 할리우드 명예의 거리에 텔레비전 분야로 입성하였다.

## 영상 목록

### 영화
- 소년과 개 (1975)
- 죽음의 총성 (1989)
- 정오의 열정 (1990)
- 할리와 말보로 맨 (1991)
- 파라다이스 (1991)
- 귀여운 빌리 (1993)
- 의혹의 함정 (1993)
- 틴 컵 (1996)
- 굿바이 러버 (1999)
- 로마에서 생긴 일 (2010)
- 마셰티 (2010)
- 아메리칸 오지 (2011)
- 버키 라슨: 나도 스타다 (2011)
- 장고: 분노의 추적자 (2012) - 스펜서 '빅 대디' 베넷 역
- 콜드 인 줄라이 (2014)
- 아더 우먼 (2014)
- 어벤저 (2017)
- 브롤 인 셀 블록 99 (2017)
- 북클럽 (2018)
- 드래그 (2018)
- 나이브스 아웃 (2019) - 리처드 역
- 북 클럽: 넥스트 챕터 (2023)
- 레블 리지 (2024) - 샌디 번 역

### 텔레비전
- 명탐정 바나비 존즈 (1976)
- 아들과 딸들 (1977)
- 사랑의 경주 (1983)
- 마이애미의 두 형사 (1984-89)
- 새터데이 나이트 라이브 (1988, 2015)
- 아메리칸 대드! (2010) - 애니메이션
- 이스트바운드 & 다운 (2010-12)
- LA 투 베가스 (2018)
- 왓치맨 (2019)

## 음반 목록

### 정규 앨범
- Heartbeat (1986)
- Let It Roll (1989)